# Grandcourt (Gaume)
Pour les articles homonymes, voir Grandcourt.
Grandcourt est un village de la ville belge de Virton situé en Région wallonne dans la province de Luxembourg.
Avant la fusion des communes de 1977, il faisait partie de Ruette.

## Géographie
Le village se trouve dans une petite enclave orientée vers le sud dans le département français de Meurthe-et-Moselle et la région Lorraine.

## Curiosités
- L’église est dédiée au Sacré-Cœur de Jésus[1].